# Tofail Ahmed
Tofail Ahmed, né le 22 octobre 1943, est un politicien bangladais qui siège en tant que membre de Jatiya Sangsad de Bhola-1, une circonscription qu'il représente depuis 2014 et également de 1991 à 2001. Auparavant, il a été ministre du Commerce et ministre de l'Industrie du gouvernement du Bangladesh.